# آنا ماريا بولو
آنا ماريا بولو (بالإنجليزية: Ana María Polo) هي قاضية ومحامية أمريكية وكوبية، ولدت في 13 مايو 1930 في هافانا في كوبا.

## وصلات خارجية
- آنا ماريا بولو على موقع IMDb (الإنجليزية)